# آبشار آپر توین
آبشار آپر توین (به انگلیسی: Upper Twin Falls) آبشاری است که در شهرستان کینگ، واشینگتن، ایالات متحده آمریکا واقع شده و ارتفاع کلی ریزشگاه آن ۴۵ پا است.